# Tisknutelný znak

95 tisknutelných znaků znakové sady ASCII

Tisknutelný znak (anglicky printable character) je libovolný znak, který lze reprezentovat jako grafém (anglicky glyph) na tiskárně nebo zobrazovací jednotce. Za tisknutelný znak se obvykle považuje i znak mezera.
Protikladem tisknutelného znaku je řídicí znak, který může například označovat začátek nebo konec dat nebo jejich části, nebo může při výpisu způsobit určitou činnost, např. přechod na další tabelační pozici, řádek, stránku, zvukovou signalizaci, zvýraznění nebo jinou změnu barvy nebo druhu písma apod.